# Ancienne église Saint-Nazaire-et-Saint-Celse d'Ansignan
Pour les articles homonymes, voir Église Saint-Nazaire-et-Saint-Celse.
Ne doit pas être confondu avec Église paroissiale Saint-Nazaire-et-Saint-Celse d'Ansignan.
L'église Saint-Nazaire-et-Saint-Celse d'Ansignan est une église préromane ruinée située à Ansignan, dans le département français des Pyrénées-Orientales et la région Languedoc-Roussillon.

## Situation
L'ancienne église Saint-Nazaire-et-Saint-Celse est située au nord de l'actuel village d'Ansignan.
| \| Ancienne église Saint-Nazaire-et-Saint-Celse d'Ansignan \| Situation par rapport aux sites préromans des Pyrénées-Orientales. |
| Ancienne église Saint-Nazaire-et-Saint-Celse d'Ansignan                                                                          |